# All-Star Game LNB 1991
Le All-Star Game LNB 1991 est la 5e édition du All-Star Game LNB. Il s’est déroulé le 17 mai 1991 au palais des sports de Pau. La sélection Ouest a battu la sélection Est (151-121). José Vargas a été élu MVP du match.

## Joueurs

### Sélection de l'Ouest
| Position    | Joueur             | Équipe     |
| ----------- | ------------------ | ---------- |
| Meneur      | Valéry Demory      | Limoges    |
| Meneur      | Antoine Rigaudeau  | Cholet     |
| Ailier      | Richard Dacoury    | Limoges    |
| Ailier      | Ken Dancy          | Limoges    |
| Ailier fort | Michael Brooks     | Limoges    |
| Ailier fort | Mike Jones         | Pau-Orthez |
| Ailier fort | Stéphane Ostrowski | Limoges    |
| Ailier fort | Orlando Phillips   | Pau-Orthez |
| Ailier fort | Jean-Luc Deganis   | Pau-Orthez |
| Ailier fort | Jim Bilba          | Limoges    |
| Pivot       | Félix Courtinard   | Cholet     |

### Sélection de l'Est
| Position    | Joueur           | Équipe        |
| ----------- | ---------------- | ------------- |
| Meneur      | Christophe Soulé | Mulhouse      |
| Meneur      | Robert Smith     | Antibes       |
| Ailier      | Georgy Adams     | Antibes       |
| Ailier      | Bill Jones       | Montpellier   |
| Ailier      | Hugues Occansey  | Antibes       |
| Ailier fort | Curtis Kitchen   | Mulhouse      |
| Ailier fort | Frédéric Monetti | Mulhouse      |
| Pivot       | Paul Fortier     | Reims         |
| Pivot       | José Vargas      | Saint-Quentin |

### Entraîneurs
Michel Gomez (Pau-Orthez), dirige la sélection de l'Ouest. Jacques Monclar (Antibes), dirige la sélection de l'Est.